# Ruda, Žďár nad Sázavou
Ruda là một làng thuộc huyện Žďár nad Sázavou, vùng Vysočina, Cộng hòa Séc.